# Lepus fagani
La lepre etiope di savana (Lepus fagani Thomas, 1903) è un mammifero lagomorfo della famiglia dei Leporidi.

## Distribuzione
La specie è endemica di una piccola zona montuosa compresa fra l'Etiopia sud-occidentale, il Sudan sud-orientale ed il Kenya nord-occidentale.
Il suo habitat è costituito dalle aree erbose con qualche rado cespuglio, ad altezze comprese fra i 500 ed i 2500 m.

## Descrizione

### Dimensioni
Misura fino a 55 cm di lunghezza, per un peso di 2,5 kg.

### Aspetto
L'aspetto è allungato e slanciato, con pelo di colore bruno-giallastro sul dorso e biancastro sul ventre, mentre orecchie e coda sono neri in punta e biancastri inferiormente.

## Biologia
Praticamente niente si conosce delle abitudini di questa specie, al punto che ne è stata messa in dubbio anche la validità: sono stati infatti proposti nuovi modelli di classificazione che vedono la lepre etiope di savana come sottospecie (col nome crawshayi) della lepre di savana, Lepus microtis o Lepus victoriae(pertanto Lepus victoriae crawshayi), o della lepre di boscaglia, Lepus saxatilis (quindi Lepus saxatilis crawshayi).